# Butryny
Butryny (Duits: Wuttrienen) is een plaats in het Poolse district  Olsztyński, woiwodschap Ermland-Mazurië. De plaats maakt deel uit van de gemeente Purda en telt 580 inwoners.